# Dynamische Grotesk

Schriftprobe der Frutiger

Bei der dynamischen Grotesk handelt es sich um eine Gruppe von Grotesk-Schriften (oder serifenlose, Sans-Serif-Schriften). Wie alle Groteskschriften haben sie eine (beinahe) gleichmäßige Strichstärke und im Gegensatz zur klassischen Antiqua fehlende Serifen. Unter den Groteskschriften haben die „dynamischen“ jedoch noch Spuren einer Breitfeder-Charakteristik, also noch einen gewissen Strichstärkenkontrast. Hans Peter Willberg stellt sie der statischen und der geometrischen Grotesk gegenüber.
Oft spricht man bei einer dynamischen Grotesk auch von einer humanistischen bzw. klassizistischen Grotesk (stilistisch, nicht historisch), da verschiedene Vertreter dieser Gruppe (Gill, Thesis) Anleihen bei den humanistischen Schriften des 14. und 15. Jahrhunderts (venezianische und französische Renaissance-Antiqua, also z. B. bei Schriftschneidern wie Nicolas Jenson, Aldus Manutius, Claude Garamond, Francesco Griffo) nehmen und diese im Sinne einer serifenlosen Schrift umsetzen.

## Charakteristik
Die Achsen der Rundungen sind schräg versetzt wie bei einer dynamischen Antiqua, es herrscht eine Betonung der Waagerechten. Die Buchstaben sind deutlich unterschieden geformt, was sich beispielsweise an dem sogenannten zweistöckigen g deutlich zeigt. Auch die offene Form verschiedener Buchstaben (z. B. c, e, a) deutet auf einen dynamischen Stil hin. 
Im Wortbild ergibt sich ein einheitlich, gemeinsames Bild, da die Buchstaben dicht zueinander stehen. Durch die dadurch hohe Lesbarkeit kann eine dynamische Grotesk für viele Aufgaben ohne Probleme eingesetzt werden.

## Beispiele zur dynamischen Grotesk
- Gill Sans (Eric Gill, 1926)
- FF Meta (Erik Spiekermann, 1991)
- Scala Sans (Martin Majoor, 1993)
- Thesis (Lucas de Groot, 1994)
- Syntax (Hans Eduard Meier, 1968)
- Frutiger (Adrian Frutiger, 1975)